# 야엘

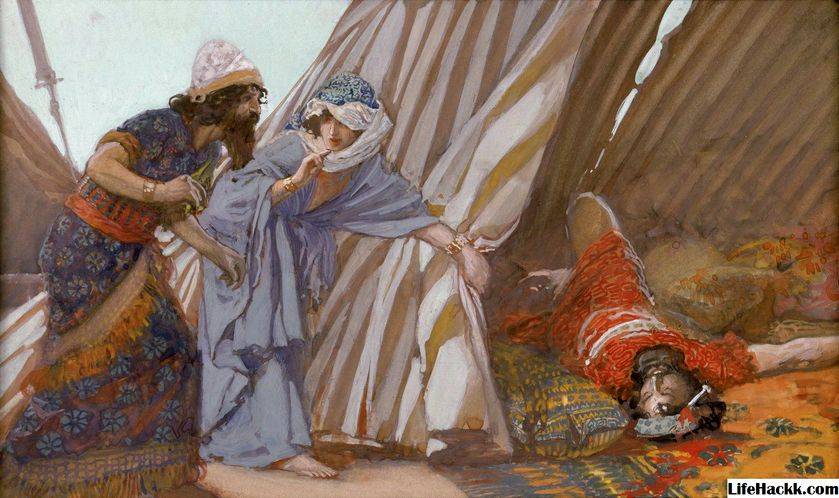
죽어있는 시스라를 바락에게 보여주는 야엘. 제임스 티소, 1896-1902

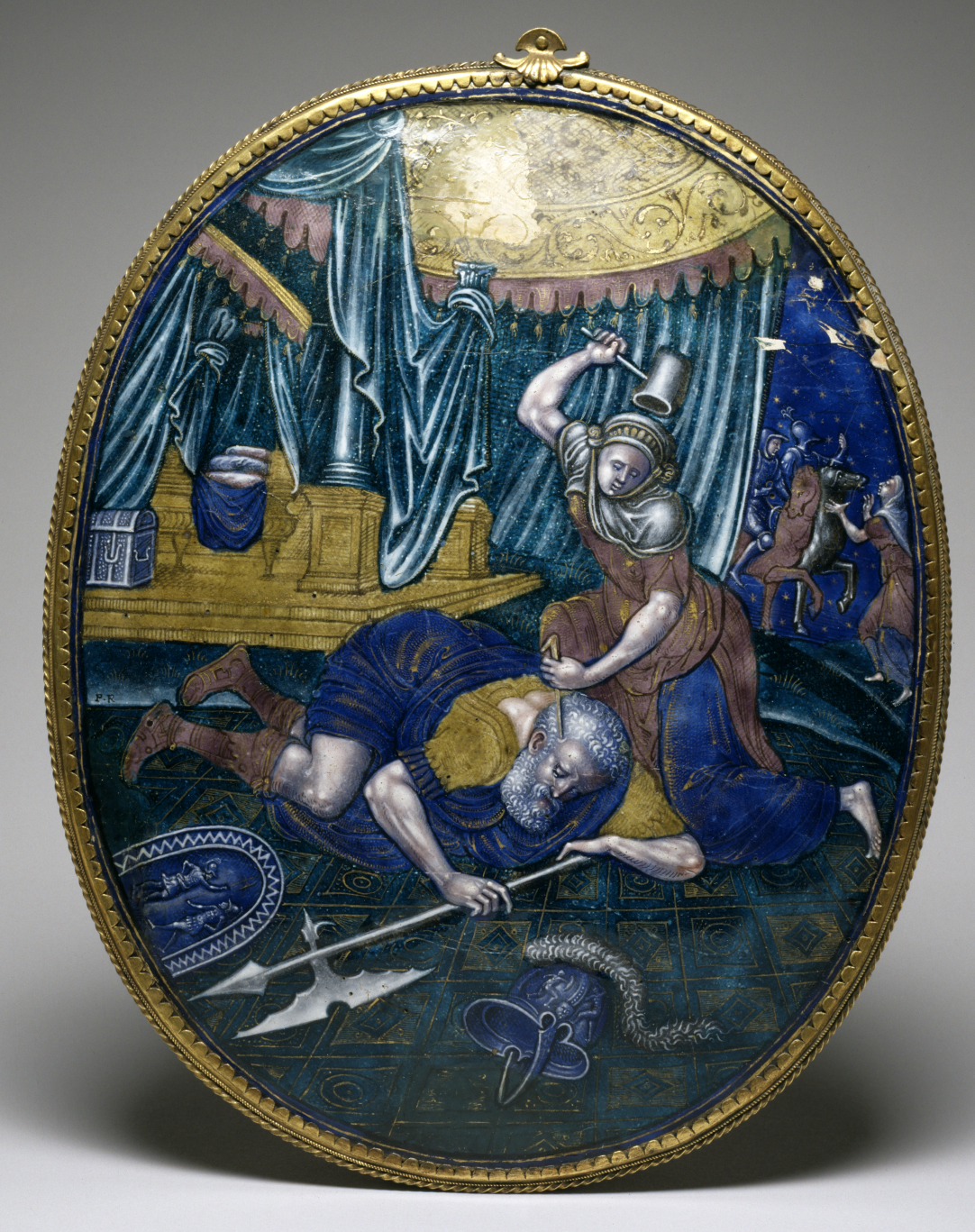
리모그 애나멜 패, 1550년-75년

야엘(Jael, 히브리어 Ya'el, יָעֵל , 산악 염소)은 구약성경 판관기에서 나오는 여인이다. 헤벨의 아내로서 야빈 왕의 군대가 이스라엘을 침략했을 때 군대 장관 시스라를 죽인 인물이다.

## 추가 자료
- The Wordsworth Encyclopedia of World Religions. Ware: Wordsworth Edictions, 1999; s.v. "Jael"